# 1899 na arte

## Nascimentos
| Data           | Nome           | Profissão                          | Nacionalidade                              | Observações | Ref   |
| -------------- | -------------- | ---------------------------------- | ------------------------------------------ | ----------- | ----- |
| 3 de janeiro   | Felka Płatek   | pintora                            | Império Russo (Polónia)                    | m. 1944     |       |
| 10 de maio     | Fred Astaire   | dançarino e actor                  | Estados Unidos                             | m. 1987     |       |
| 13 de maio     | Sarah Afonso   | pintora                            | Reino Unido de Portugal, Brasil e Algarves | m. 1983     | [ 1 ] |
| 18 de setembro | Carlos Botelho | pintor, ilustrador e caricaturista | Reino Unido de Portugal, Brasil e Algarves | m. 1982     |       |

## Mortes
| Data           | Nome           | Profissão             | Nacionalidade | Observações | Ref |
| -------------- | -------------- | --------------------- | ------------- | ----------- | --- |
| 29 de janeiro  | Alfred Sisley  | pintor impressionista | França        | n. 1839     |     |
| 13 de novembro | Almeida Júnior | pintor                | Brasil        | n. 1850     |     |
| ??             | Eduardo Luiz   | artista e pintor      | Portugal      | n. 1932     |     |